# Cyclanthera rostrata
Cyclanthera rostrata är en gurkväxtart som först beskrevs av Paul G. Wilson, och fick sitt nu gällande namn av D.M. Kearns och C.E. Jones. Cyclanthera rostrata ingår i släktet springgurkor, och familjen gurkväxter. Inga underarter finns listade i Catalogue of Life.